# مير أسدالله ميرقاسيموف
مير أسدالله ميرقاسيموف (17 نوفمبر 1883–1958)، جراح وعالم أذربيجاني سوفيتي. كان من مؤسسي أكاديمية العلوم الوطنية الأذربيجانية وأول رئيس لها (1945-1947).

## حياته
ولد في مدينة باكو. في عام 1913 التحق بكلية الطب نوفوروسيسك (جامعة أوديسا)، وفي عام 1927 أصبح دكتورًا في العلوم الطبية وفي عام 1929 كان أستاذًا وفي عام 1945 أصبح أكاديميًا في جمهورية أذربيجان الاشتراكية السوفيتية وكان أول رئيس لها (1945-1947) كان أحد مؤسسي جامعة أذربيجان للطب وأكاديمية العلوم.
خلال نشاطه البحثي الطبي والعلمي الذي استمر 45 عامًا نشردراستين: «المواد الخاصة بدراسة حصوات الكلى في أذربيجان»، و«جراحة حمى التيفوئيد» (في مجلدين) وكتاب عن الجراحة العامة في اللغة الأذربيجانية، بالإضافة إلى أكثر من 90 مقالة علمية.